# Spišský Hrhov
Spišský Hrhov (allemand : Görgau ,hongrois : Görgő) est un village de Slovaquie situé dans la région de Prešov.

## Histoire
Première mention écrite du village en 1243.

## Démographie

### Évolution de la population
| Année:               | 1994. | 2004.    | 2014.    | 2024.    |
| -------------------- | ----- | -------- | -------- | -------- |
| Nombre de personnes: | 859   | 1020     | 1408     | 1910     |
| Différence:          |       | +18,74 % | +38,03 % | +35,65 % |

| Année:               | 2023. | 2024.   |
| -------------------- | ----- | ------- |
| Nombre de personnes: | 1902  | 1910    |
| Différence:          |       | +0,42 % |